# ALL (複雜度)
在可計算性問題和計算複雜度理論裡面，ALL這個複雜度類代表所有的決定性問題(decision problem)的集合。

## 與其他複雜度類關係
ALL 包含了所有決定型問題的複雜度類，因此也包含了RE和co-RE。

## 外部連結
- Complexity Zoo: Class ALL